# Jean Baubérot
Jean Baubérot (ur. 1941) – francuski socjolog i historyk, kierownik katedry historii i socjologii laicyzmu w Ecole Pratique des Hautes Etudes (EPHE) na paryskiej Sorbonie. Współautor podpisanej przez 250 akademików z 30 krajów „Międzynarodowej deklaracji na temat laicyzmu”. Autor wielu publikacji poświęconych socjologii religii i laicyzmu. W 2003 roku został członkiem komisji, która miała opracować ustawę w sprawie noszenia chust islamskich w szkołach publicznych. Jako jedyny wstrzymał się od głosu, kiedy komisja wypowiedziała się za zakazem.

## Publikacje
- Un christianisme profane ? Royaume de Dieu, socialisme et modernité culturelle dans le périodique « chrétien-social » L'avant-garde (1899-1911), Paris, Presses universitaires de France (Bibliothèque de l'École des Hautes Études, Section des Sciences religieuses), 1978.
- La laïcité quel héritage ? De 1789 à nos jours, Genève, Éditions Labor, 1990.
- Vers un nouveau pacte laïque?, Paris, Éditions du Seuil, 1990.
- Pluralisme et minorités religieuses. Colloque organisé par le CNRS et la Section des Sciences religieuses de l'École Pratique des Hautes Études. Avec le concours de la Mission du bicentenaire de la Révolution française, Louvain, Peeters (Bibliothèque de l'École des Hautes Études, Section des Sciences religieuses), 1991 (direction).
- Religions et laïcité dans l'Europe des douze, Paris, Syros, 1994.
- 'La morale laïque contre l'ordre moral, Paris, Seuil, 1997.
- Histoire du protestantisme, Paris, PUF (Que sais-je ?), 5 édition., 1998.
- Une haine oubliée. L'antiprotestantisme avant le « pacte laïque » (1870–1905), avec Valentine Zuber, Paris, Albin Michel (Sciences des religions), 2000. Ouvrage couronné par l'Académie française.
- Religion, modernité et culture au Royaume-Uni et en France, 1800–1914, avec Séverine Mathieu, Paris, Seuil (Points Histoire), 2002.
- La Laïcité à l'épreuve. Religions et Libertés dans le monde (ouvrage collectif sous la direction de Jean Baubérot), Encyclopædia Universalis, 2004.
- Le voile que cache-t-il ?, avec Dounia Bouzar et Jacqueline Costa-Lascoux, L'Atelier, 2004.
- Laïcité 1905-2005, entre passion et raison, Seuil, 2004.
- De la séparation des Églises et de l'État à l'avenir de la laïcité, avec M. Wieviorka, éd. de l'Aube, 2005.
- Faut-il réviser la loi de 1905 ?, avec Jean-Paul Scot, Christian Delacampagne, Henri Pena-Ruiz, et René Rémond, Paris, PUF, mars 2005.
- Émile Combes et la princesse carmélite : Improbable amour, roman, éd. de l'Aube, 2005.
- L'intégrisme républicain contre la laïcité, éd. de l'Aube, octobre 2006.
- Histoire de la laïcité en France, Paris, PUF (Que sais-je ?), 4 édition, février 2007.
- Les laïcités dans le monde, Paris, PUF (Que sais-je?), juin 2007
- Petite histoire du christianisme, Paris, Librio, février 2008
- Relations églises et autorités outre-mer de 1945 à nos jours, (ouvrage collectif sous la direction de J. B.) éd. Indes Savantes, mars 2008.
- La laïcité expliquée à Nicolas Sarkozy et à ceux qui écrivent ses discours, Paris, Albin Michel, mai 2008